# Johannes Denecke
Johannes Wilhelm Hermann Denecke (* 29. Juni 1884 in Magdeburg; † 1. Juni 1974 in Haina (Kloster)) war ein deutscher Reichsgerichtsrat und Richter am Bundesarbeitsgericht.

## Leben
Denecke wurde als Sohn des Eisenbahnsekretärs Hermann Denecke und der Louise geb. Hahn geboren. Das Abitur legte er 1904 in Magdeburg ab. Er studierte dann sechs Semester Jura. Er bestand die erste juristische Staatsprüfung in Naumburg 1907 mit der Note „bestanden“, die zweite 1913 mit „gut“. 1908/09 leistete er die Militärpflicht als Einjährig-Freiwilliger ab. Am 3. August 1914 wurde er zum Heer eingezogen und war bis 20. Dezember 1918 beim Militär, zuletzt als Oberleutnant der Reserve.
Im Juni 1920 kam er als Richter an das Landgericht Dortmund. Im Nebenamt war er Vorsitzender des Schlichtungsausschusses für Dortmund und zeitweise des Tarifausschusses für das Ruhrkohlenrevier. 1927 wurde er Landgerichtsdirektor und zugleich Vorsitzender am Landesarbeitsgericht Dortmund. 1934 ernannte man ihn zum Mitglied der Arbeitsrechtsausschusses der Akademie für Deutsches Recht. Im September 1938 wurde er Hilfsarbeiter beim Reichsgericht. Mai 1939 wurde er zum Reichsgerichtsrat ernannt. Er war im III. und V. Zivilsenat tätig. Er beantragte am 24. Januar 1941 die Aufnahme in die NSDAP und wurde zum 1. April desselben Jahres aufgenommen (Mitgliedsnummer 8.778.091).
Nach 1945 blieb der unverheiratete Denecke eine Zeit lang in Leipzig wohnen. Mit Inkrafttreten des Arbeitsgerichtsgesetzes September 1953 wurde in dessen § 119 eine „lex Denecke“ eingefügt. Dadurch sollte Bundesarbeitsgericht in der Kontinuität des Reichsarbeitsgerichts stehen, indem Denecke auch über die übliche Altersgrenze hinaus Bundesrichter sein konnte. Am 28. Mai 1954 wurde er Bundesrichter. Zum 31. Dezember 1956 musste er schließlich in den Ruhestand auf Grund des § 119 treten.
Er war Mitarbeiter im Reichsgerichtsrätekommentar.
1974 starb Denecke in Haina und wurde auf dem Kasseler Westfriedhof beigesetzt.

## Schriften
- Arbeitszeitordnung: (...) Kommentar, 1.–6. Auflage, München 1950–1965, fortgeführt von Herbert Monjau/Dirk Neumann/Josef Biebl.
- Der Dienstvertrag, 2 Auflagen, Berlin 1954 und 1959.
- Ladenschlussgesetz, 2 Auflagen, München 1957 und 1961.

## Ehrungen
- Eiserne Kreuz II. und I. Klasse
- Bayerisches Militärverdienstkreuz
- Johann-Stephan-Pütter-Medaille
- Großes Bundesverdienstkreuz (1957)